# Episoom
Een episoom lijkt veel op een plasmide. De term episoom wordt echter niet vaak meer gebruikt, omdat ontdekt is dat een springend gen (transposon) een plasmide kan omzetten in een episoom. Het verschil met een plasmide was dat een episoom meestal wordt ingebouwd in het genoom van de gastheer en zo bij elke celdeling wordt verdubbeld.
Bij het herpesvirus bestaat het episoom uit een langwerpig DNA-element, dat echter niet in het gastheergenoom integreert, maar als afzonderlijk deeltje in de geïnfecteerde cel aanwezig blijft. Zo'n langwerpig element kan zich dubbelvouwen, waarbij er ook dan waterstofbruggen tussen de basen worden gevormd.

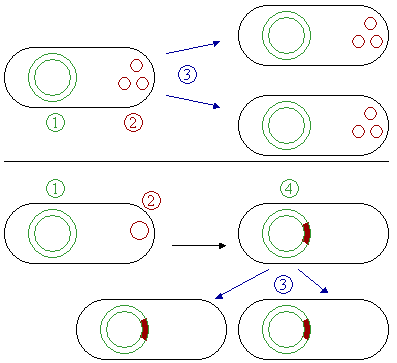
Vergelijking van plasmiden (boven) en episoom (onder). 1 Chromosomaal DNA. 2 Plasmiden. 3 Celdeling. 4 Chromosomaal DNA met geïntegreerde plasmiden